# Avenida Jornalista Rubens de Arruda Ramos
A Avenida Jornalista Rubens de Arruda Ramos, mais conhecida como Avenida Beira-Mar Norte, é uma avenida de Florianópolis. Localiza-se na região central da cidade, entre a parte inferior da Ponte Hercílio Luz e o viaduto de acesso ao Norte da Ilha.
Trata-se de uma avenida que corre junto ao mar, construída sobre um aterro na década de 1960. Na década de 1980 foi ampliada e tomou seu formato atual, com três faixas de rolamento e mais três faixas de pista local no sentido Centro-Trindade, e integrou com o aterro da Baía Sul feito na década de 1970, além de receber calçadão e ciclovia.
A Avenida Beira Mar Norte possui três pistas paralelas, de modo que a mais externa dá acesso ao sul da cidade e às pontes que levam à região continental da cidade, a do meio corre no sentido oposto, levando ao norte da cidade e em direção á região da Universidade Federal de Santa Catarina (UFSC), e a pista mais interna corre no mesmo sentido, dando acesso ao bairro Agronômica.
Ela é famosa, ainda, por ser uma das regiões mais valorizadas da cidade. Uma cobertura, por exemplo, só pode ser comprada com valor acima de 1 milhão de reais. A principal festa de ano-novo em Florianópolis ocorre na Beira-Mar. A festa é uma das maiores do Brasil, chegando a receber até 350 mil pessoas (2007/2008).

## História
O jornalista Rubens de Arruda Ramos dá nome a avenida.

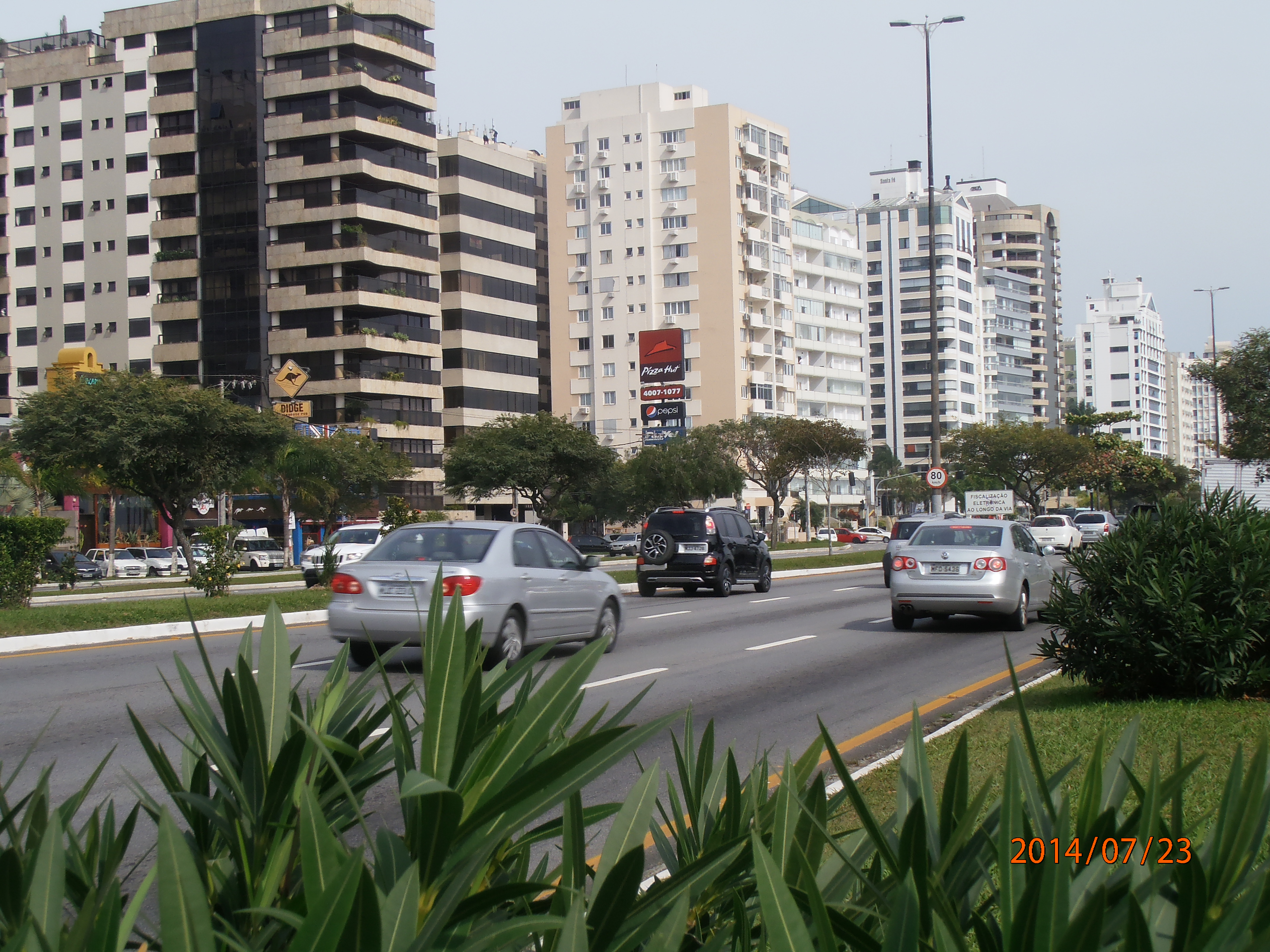
Pistas e prédios da Beira-mar.

Antes dos aterros, ali se situava a Praia de Fora, um estaleiro da Hoepcke e um dos vários fortes que protegiam a capital catarinense no período colonial, nas proximidades do atual Hotel Majestic, do qual não restam vestígios.
A praia de Fora original desapareceu sob os aterros feitos na década de 1960. Com a ampliação feita no início da década de 80, com novo aterro, uma praia artificial se formara, sendo então a atual Praia de Fora. Apesar de ainda existir dita cuja faixa de areia, esta praia é frequentemente imprópria para banhos devido aos altos níveis de poluição das águas. 
No atual Beiramar Shopping, situava-se o Estádio Adolfo Konder, popularmente chamado de Campo da Liga ou Pasto do Bode. Pertencia ao Avaí Futebol Clube, até ser vendido a um grupo de empresários, que ali construiu o shopping, além do novo e atual estádio do clube, o Aderbal Ramos da Silva (Ressacada), próximo ao aeroporto. 